# Belgia w Konkursie Piosenki Eurowizji
Belgia jest jednym z sześciu członków założycieli Konkursu Piosenki Eurowizji i uczestniczy w nim od 1956. Konkursem w kraju zajmują się dwaj belgijscy nadawcy publiczni: flamandzki Vlaamse Radio- en Televisieomroep (VRT) i waloński Radio-Télévision belge de la Communauté française (RTBF), którzy corocznie wymieniają się organizacją selekcji lub wyborem wewnętrznym reprezentanta.
Kraj wygrał konkurs tylko raz: w finale 31. Konkursu Piosenki Eurowizji w 1986 zwyciężyła Sandra Kim z utworem „J’aime la vie”. Piosenkarka deklarowała w piosence, że ma 15 lat, jednak w rzeczywistości była dwa lata młodsza. Nadawcy kilku krajów domagali się unieważnienia wyników, jednak Europejska Unia Nadawców (EBU) nie zareagowała w tej sprawie, a Kim została tym samym najmłodszym zwycięzcą konkursu w historii.
Belgia nie wystawiła swojego reprezentanta na konkurs w 1994, 1997 i 2001 z powodu niskich wyników zajętych rok wcześniej.

## Historia Belgii w Konkursie Piosenki Eurowizji

### Nadawcy konkursu
Na terenie Belgii prawo do emitowania konkursu posiada dwóch krajowych nadawców: flamandzki nadawca Vlaamse Radio- en Televisieomroeporganisatie (VRT) i waloński nadawca Radio-Télévision belge de la Communauté française (RTBF). Nadawca konkursu w kraju zmienia się rotacyjnie. Nadawca RTBF służył w latach parzystych od 1956 do 2000, w nieparzystych od 2003 do 2019 oraz w 2022 i 2024; VRT służył w latach nieparzystych od 1957 do 1993, w 1996 i 1999, w latach parzystych od 2002 do 2020 oraz w 2021 i 2023. Z powodu odwołania konkursu w 2020 VRT służył jako belgijski nadawca dwa razy z rzędu.

### Plebiscyty
W 1993 Belgię reprezentowała Barbara Dex z utworem „Iemand als jij”, z którym zajęła ostatnie, 25. miejsce w finale. Piosenkarka wystąpiła we własnoręcznie zaprojektowanej i uszytej sukience, która nie spodobała się eurowizyjnym fanom oraz belgijskim administratorom strony House of Eurovision. Stworzyli oni specjalny plebiscyt – Nagroda im. Barbary Dex, w ramach którego internauci mogą głosować na najgorszej ubranego artystę danego roku. W 2000 tytuł najgorzej ubranej reprezentantki otrzymała belgijska piosenkarka Nathalie Sorce. 13 marca 2022 roku portal Songfestival.be ogłosił, że zakończy przyznawanie nagrody Barbary Dex, powołując się na negatywne skojarzenia z nią związane. Zamiast tego strona zorganizowała nową, zastępczą nagrodę za „najbardziej znany strój”. Po głosowaniu internetowym 29 kwietnia ogłoszono, że nowa nagroda zostanie nazwana You’re a Vision Award. Piierwszym laureatem nagrody został Sheldon Riley z Australii.
W 2006 Belgię reprezentowała Kate Ryan z piosenką „Je t’adore”. Pomimo popularności w części Europy nie zakwalifikowała się do finału konkursu, zajmując 12. miejsce w rundzie półfinałowej. Cztery lata później irlandzki portal poświęcony konkursowi – ESC Ireland – zorganizował specjalne głosowanie Kate Ryan Award, podczas którego internauci mogli wybrać najbardziej niedocenionego artystę roku. W 2010 plebiscyt wygrała Anna Bergendahl ze Szwecji, a w 2011 – Magdalena Tul z Polski.

## Uczestnictwo
Belgia bierze udział w Konkursie Piosenki Eurowizji od 1956. Poniższa tabela uwzględnia nazwiska belgijskich reprezentantów, tytuły konkursowych piosenek i oraz wyniki krajowych delegatów w poszczególnych latach:
| Rok  | Artysta                       | Piosenka                          | Finał            | Finał            | Półfinał                   | Półfinał                   |
| Rok  | Artysta                       | Piosenka                          | Miejsce          | Punkty           | Miejsce                    | Punkty                     |
| ---- | ----------------------------- | --------------------------------- | ---------------- | ---------------- | -------------------------- | -------------------------- |
| 1956 | Fud Leclerc                   | „Messieurs les noyés de la Seine” | 2                | N/K              | Brak rundy półfinałowej    | Brak rundy półfinałowej    |
| 1956 | Mony Marc                     | „Le plus beau jour de ma vie”     | 2                | N/K              | Brak rundy półfinałowej    | Brak rundy półfinałowej    |
| 1957 | Bobbejaan Schoepen            | „Straatdeuntje”                   | 8                | 5                | Brak rundy półfinałowej    | Brak rundy półfinałowej    |
| 1958 | Fud Leclerc                   | „Ma petite chatte”                | 5                | 8                | Brak rundy półfinałowej    | Brak rundy półfinałowej    |
| 1959 | Bob Benny                     | „Hou toch van mij”                | 6                | 9                | Brak rundy półfinałowej    | Brak rundy półfinałowej    |
| 1960 | Fud Leclerc                   | „Mon amour pour toi”              | 6                | 9                | Brak rundy półfinałowej    | Brak rundy półfinałowej    |
| 1961 | Bob Benny                     | „September, gouden roos”          | 15               | 1                | Brak rundy półfinałowej    | Brak rundy półfinałowej    |
| 1962 | Fud Leclerc                   | „Ton nom”                         | 13               | 0                | Brak rundy półfinałowej    | Brak rundy półfinałowej    |
| 1963 | Jacques Raymond               | „Waarom”                          | 10               | 4                | Brak rundy półfinałowej    | Brak rundy półfinałowej    |
| 1964 | Robert Cogoi                  | „Près de ma rivière”              | 10               | 2                | Brak rundy półfinałowej    | Brak rundy półfinałowej    |
| 1965 | Lize Marke                    | „Als het weer lente s”            | 15               | 0                | Brak rundy półfinałowej    | Brak rundy półfinałowej    |
| 1966 | Tonia                         | „Un peu de poivre, un peu de sel” | 4                | 14               | Brak rundy półfinałowej    | Brak rundy półfinałowej    |
| 1967 | Louis Neefs                   | „Ik heb zorgen”                   | 7                | 8                | Brak rundy półfinałowej    | Brak rundy półfinałowej    |
| 1968 | Claude Lombard                | „Quand tu reviendras”             | 7                | 8                | Brak rundy półfinałowej    | Brak rundy półfinałowej    |
| 1969 | Louis Neefs                   | „Jennifer Jennings”               | 7                | 10               | Brak rundy półfinałowej    | Brak rundy półfinałowej    |
| 1970 | Jean Vallée                   | „Viens l'Oublier”                 | 8                | 5                | Brak rundy półfinałowej    | Brak rundy półfinałowej    |
| 1971 | Lily Castel i Jacques Raymond | „Goeiemorgen, morgen”             | 14               | 68               | Brak rundy półfinałowej    | Brak rundy półfinałowej    |
| 1972 | Serge i Christine Ghisoland   | „À la folie ou pas du tout”       | 17               | 55               | Brak rundy półfinałowej    | Brak rundy półfinałowej    |
| 1973 | Nicole Josy i Hugo Sigal      | „Baby, Baby”                      | 17               | 58               | Brak rundy półfinałowej    | Brak rundy półfinałowej    |
| 1974 | Jacques Hustin                | „Fleur de liberté”                | 9                | 10               | Brak rundy półfinałowej    | Brak rundy półfinałowej    |
| 1975 | Ann Christy                   | „Gelukkig zijn”                   | 15               | 17               | Brak rundy półfinałowej    | Brak rundy półfinałowej    |
| 1976 | Pierre Rapsat                 | „Judy et cie”                     | 8                | 68               | Brak rundy półfinałowej    | Brak rundy półfinałowej    |
| 1977 | Dream Express                 | „A million in one, two, three”    | 7                | 69               | Brak rundy półfinałowej    | Brak rundy półfinałowej    |
| 1978 | Jean Vallée                   | „L'amour ça fait chanter la vie”  | 2                | 125              | Brak rundy półfinałowej    | Brak rundy półfinałowej    |
| 1979 | Micha Marah                   | „Hey Nana”                        | 18               | 5                | Brak rundy półfinałowej    | Brak rundy półfinałowej    |
| 1980 | Telex                         | „Euro-Vision”                     | 17               | 14               | Brak rundy półfinałowej    | Brak rundy półfinałowej    |
| 1981 | Emily Starr                   | „Samson”                          | 13               | 40               | Brak rundy półfinałowej    | Brak rundy półfinałowej    |
| 1982 | Stella                        | „Si tu aimes ma musique”          | 4                | 96               | Brak rundy półfinałowej    | Brak rundy półfinałowej    |
| 1983 | Pas De Deux                   | „Rendez-Vous”                     | 18               | 13               | Brak rundy półfinałowej    | Brak rundy półfinałowej    |
| 1984 | Jacques Zegers                | „Avanti la vie”                   | 5                | 70               | Brak rundy półfinałowej    | Brak rundy półfinałowej    |
| 1985 | Linda Lepomme                 | „Laat me nu gaan”                 | 19               | 7                | Brak rundy półfinałowej    | Brak rundy półfinałowej    |
| 1986 | Sandra Kim                    | „J’aime la vie”                   | 1                | 176              | Brak rundy półfinałowej    | Brak rundy półfinałowej    |
| 1987 | Liliane St.-Pierre            | „Soldiers of Love”                | 11               | 56               | Brak rundy półfinałowej    | Brak rundy półfinałowej    |
| 1988 | Reynaert                      | „Laissez briller le soleil”       | 18               | 5                | Brak rundy półfinałowej    | Brak rundy półfinałowej    |
| 1989 | Ingeborg Sergeant             | „Door de wind”                    | 19               | 13               | Brak rundy półfinałowej    | Brak rundy półfinałowej    |
| 1990 | Philippe Lafontaine           | „Macédomienne”                    | 12               | 46               | Brak rundy półfinałowej    | Brak rundy półfinałowej    |
| 1991 | Closeau                       | „Geef het op'”                    | 16               | 23               | Brak rundy półfinałowej    | Brak rundy półfinałowej    |
| 1992 | Morgane                       | „Nous on veut des violons”        | 20               | 11               | Brak rundy półfinałowej    | Brak rundy półfinałowej    |
| 1993 | Barbara Dex                   | „Iemand als jij”                  | 25               | 3                | Kwalifikacja za Millstreet | Kwalifikacja za Millstreet |
| 1995 | Frédéric Etherlinck           | „La voix est libre”               | 20               | 8                | Brak rundy półfinałowej    | Brak rundy półfinałowej    |
| 1996 | Lisa Del Bo                   | „Liefde is een kaartspel”         | 16               | 22               | 12                         | 45                         |
| 1998 | Mélanie Cohl                  | „Dis oui”                         | 6                | 122              | Brak rundy półfinałowej    | Brak rundy półfinałowej    |
| 1999 | Vanessa Chinitor              | „Like the Wind”                   | 12               | 38               | Brak rundy półfinałowej    | Brak rundy półfinałowej    |
| 2000 | Nathallie Sorce               | „Envie de vivre”                  | 24               | 2                | Brak rundy półfinałowej    | Brak rundy półfinałowej    |
| 2002 | Sergio i The Ladies           | „Sister”                          | 13               | 33               | Brak rundy półfinałowej    | Brak rundy półfinałowej    |
| 2003 | Urban Trad                    | „Sanomi”                          | 2                | 165              | Brak rundy półfinałowej    | Brak rundy półfinałowej    |
| 2004 | Xandee                        | „1 Life”                          | 22               | 7                | Top 11                     | Top 11                     |
| 2005 | Nuno Resende                  | „Le grand soir”                   | –                | –                | 22                         | 29                         |
| 2006 | Kate Ryan                     | „Je t’adore”                      | –                | –                | 12                         | 69                         |
| 2007 | The KMG’s                     | „Love Power”                      | –                | –                | 26                         | 14                         |
| 2008 | Ishtar                        | „O Julissi”                       | –                | –                | 17                         | 16                         |
| 2009 | Patrick Ouchène               | „Copycat”                         | –                | –                | 17                         | 1                          |
| 2010 | Tom Dice                      | „Me and My Guitar”                | 6                | 143              | 1                          | 167                        |
| 2011 | Witloof Bay                   | „With Love Baby”                  | –                | –                | 11                         | 53                         |
| 2012 | Iris                          | „Would You?”                      | –                | –                | 17                         | 16                         |
| 2013 | Roberto Bellarosa             | „Love Kills”                      | 12               | 71               | 5                          | 75                         |
| 2014 | Axel Hirsoux                  | „Mother”                          | –                | –                | 14                         | 28                         |
| 2015 | Loïc Nottet                   | „Rhythm Inside”                   | 4                | 217              | 2                          | 149                        |
| 2016 | Laura Tesoro                  | „What’s the Pressure”             | 10               | 181              | 3                          | 274                        |
| 2017 | Blanche                       | „City Lights”                     | 4                | 363              | 4                          | 165                        |
| 2018 | Sennek                        | „A Matter of Time”                | –                | –                | 12                         | 91                         |
| 2019 | Eliot                         | „Wake Up”                         | –                | –                | 13                         | 70                         |
| 2020 | Hooverphonic                  | „Release Me”                      | Konkurs odwołany | Konkurs odwołany | Konkurs odwołany           | Konkurs odwołany           |
| 2021 | Hooverphonic                  | „The Wrong Place”                 | 19               | 74               | 9                          | 117                        |
| 2022 | Jérémie Makiese               | „Miss You”                        | 19               | 64               | 8                          | 151                        |
| 2023 | Gustaph                       | „Because of You”                  | 7                | 182              | 8                          | 90                         |
| 2024 | Mustii                        | „Before the Party’s Over”         | –                | –                | 13                         | 18                         |
| 2025 | Red Sebastian                 | „Strobe Lights”                   | –                | –                | 14                         | 23                         |
| 2026 |                               |                                   |                  |                  |                            |                            |

Legenda:
     1. miejsce

## Historia głosowania w finale (1956–2025)
Poniższe tabele pokazują, którym krajom Belgia przyznaje w finale najwięcej punktów oraz od których państw belgijscy reprezentanci otrzymują najwyższe noty.
| Lp. | Kraj            | Punkty |
| --- | --------------- | ------ |
| 1   | Francja         | 231    |
| 2   | Szwecja         | 222    |
| 3   | Wielka Brytania | 205    |
| 4   | Holandia        | 204    |
| 5   | Niemcy          | 178    |

| Lp. | Kraj            | Punkty |
| --- | --------------- | ------ |
| 1   | Holandia        | 203    |
| 2   | Francja         | 149    |
| 3   | Irlandia        | 140    |
| 4   | Portugalia      | 134    |
| 5   | Wielka Brytania | 133    |

## Konkursy Piosenki Eurowizji organizowane w Belgii
Konkurs Piosenki Eurowizji odbył się w Belgii w 1987, w brukselskim Palais du Centenaire.
| Rok  | Miasto   | Miejsce              | Prowadzący   |
| ---- | -------- | -------------------- | ------------ |
| 1987 | Bruksela | Palais du Centenaire | Viktor Lazlo |